# 曾智希
曾智希（英語：Simba Tseng，1989年12月20日—），台灣女藝人，出生於新北市，畢業於臺北市立大學公共行政系。曾經是「伊林娛樂」旗下模特兒，已於2018年5月合約到期，離開伊林公司。之前曾以藝名辛芭擔任「無雙樂團」舞者及代言台灣運彩的女模團體「運彩甜心」成員，後以現藝名成為中天娛樂台《非常異視界》助理主持人 
，以及華視綜藝節目《名模出任務》固定班底。

## 個人生活
曾智希2022年3月與交往六年的男友陳志強結婚，兩人居住於台北市大安區。

## 主持作品

### 電視節目
| 播出頻道             | 節目名                        | 備註                                  |
| 中天娛樂、中天綜合   | 《非常異視界》                | 助理主持人                            |
| 中天娛樂、中天綜合   | 《就是娛樂》                  | 外景主持人                            |
| 中天娛樂、中天綜合   | 《天天樂財神》                | 助理主持人（第二任）                  |
| 中天娛樂、中天綜合   | 《麻辣天后傳》                | 密探                                  |
| 華視                 | 《天才衝衝衝》                | 助理主持人（代班）                    |
| 華視                 | 《明星製作人》                | 擔任主持人之一與納豆 、張立東共同主持 |
| 緯來綜合台           | 《來自星星的事 - 幽冥旅行社》 | 星星空姐                              |
| JET綜合台            | 《命運好好玩》                | 主持人（代班）                        |
| 狼谷競技台           | 《斗內大善人》                | 助理主持人                            |
| 東森超視             | 《哈囉 你有事嗎？》           | 與搭擋沈玉琳共同主持                  |
| 公視台語台、華視主頻 | 《台灣體能王叫我第一名》      | 與搭擋浩角翔起共同主持                |

## 音樂錄影帶
- 無雙樂團 - 《紅顏樓》
- 無雙樂團 - 《如果在一起》
- 劉德華 - 《大眼睛》

### 綜藝節目固定參演
| 播出頻道   | 節目名       |
| 華視       | 名模出任務   |
| 中視       | 名模星任務   |
| 中天綜合台 | 名模星任務   |
| 東森超視   | 哈囉你有事嗎 |

## 電視劇
| 年份   | 頻道       | 劇名                 | 角色          | 備註         |
| 2016年 | 東森超視   | 《惡作劇之吻》       | 金粉團        |              |
| 2018年 |            | 《復合大作戰》       | 潘凱婷        |              |
| 2020年 | 三立台灣台 | 《天之驕女》         | 張仁芯 高仁芯 | 第一代女主角 |
| 2022年 | 八大戲劇台 | 《愛情發生在三天後》 | 女網紅        | 客串         |
| 2023年 | 三立台灣台 | 《天道》             | 羅安潔        | 第一代女主角 |
| 2024年 | 民視       | 《愛的榮耀》         | 林惠君(馬莉)  |              |

## 音樂作品

### 團體作品
- 「運彩甜心Sweet Heart」單曲《夢想比天高》

## 出版作品
- 2016 Eelin Girl《輕甜心》撲克牌[11]
- 2017《限量女神桌曆》
- 2017《SIMBA初見‧曾智希》寫真集[12]

## 外部連結
- 曾智希-Simba的Facebook專頁
- 曾智希-Simba個人的Instagram帳戶
- 曾智希 Simba的新浪微博